# Ácido 3-fosfoglicérico
El ácido 3-fosfoglicérico, cuyo anión se denomina 3-fosfoglicerato (3PG) o glicerato 3-fosfato (GP); es una molécula de 3 carbonos, de gran importancia bioquímica, que funciona como intermediaria tanto en la glucólisis como en el ciclo de Calvin. Este compuesto frecuentemente se denomina como PGA cuando se hace referencia al ciclo de Calvin. En el ciclo de Calvin, el 3-fosfoglicerato es el producto que se forma por la ruptura espontánea del intermediario inestable de 6 carbonos formado inmediatamente después de la fijación de CO
2. Por lo tanto, se producen dos moléculas de 3-fosfoglicerato por cada molécula de CO
2 fijada.

## Glucólisis
| 1,3-bifosfo-D-glicerato | 3-fosfoglicerato quinasa | 3-fosfoglicerato quinasa | 3-fosfo-D-glicerato | Fosfogliceromutasa | Fosfogliceromutasa | 2-fosfo-D-glicerato |
|                         |                          |                          |                     |                    |                    |                     |
| ADP                     | ATP                      |                          |                     |                    |                    |                     |
| ⇌                       | ⇌                        | ⇌                        | ⇌                   |                    |                    |                     |
| ADP                     | ATP                      |                          |                     |                    |                    |                     |
|                         |                          |                          |                     |                    |                    |                     |
|                         | 3-fosfoglicerato quinasa | 3-fosfoglicerato quinasa |                     | Fosfogliceromutasa | Fosfogliceromutasa |                     |

## Ciclo de Calvin
En la fase oscura del ciclo de Calvin, se sintetizan dos moléculas de 3-fosfoglicerato, una de las cuales continúa a través del ciclo de Calvin para ser regenerado por la enzima RuBisCO, y la otra se reduce para formar una molécula de gliceraldehído 3-fosfato (G3P). Este es el primer compuesto formado durante el ciclo C3 o ciclo de Calvin. Se trata de una molécula reactiva que puede ser fácilmente reducida.

## Síntesis de aminoácidos
El glicerato 3-fosfato es también precursor de la serina, la cual a su vez puede crear cisteína y glicina a través del ciclo de la homocisteína.